# حیات وحش (مانگا)
حیات وحش (ژاپنی: ワイルドライフ هپبورن: Wairudo Raifu) یک مجموعه مانگای ژاپنی است که توسط ماساتو فوجیساکی نوشته و تصویرسازی شده است. این کتاب در هفته‌نامه شونن ساندی از انتشارات شوگاکوکان از دسامبر ۲۰۰۲ تا ژانویه ۲۰۰۸ منتشر شد و فصل‌های آن در ۲۷ جلد تانکوبون جمع‌آوری شد. داستان دربارهٔ یک نوجوان بزهکار در دبیرستان به نام تسشو ایواشیروست که برای تبدیل شدن به یک دامپزشک تلاش می‌کند.
یک لایو اکشن اقتباسی برای پخش در مارس ۲۰۰۸ برنامه‌ریزی شده بود. با این حال، وقتی که یک زرافه و گوساله به‌طور ناگهانی در محل فیلم‌برداری یعنی باغ وحش آکیتا اوموریاما مردند، ان‌اچ‌کی انتشار این فیلم را در ژانویه ۲۰۰۸ لغو کرد. ان‌اچ‌کی در اواخر همان هفته اعلام کرد که دو قسمت از سه قسمت تکمیل شده را به صورت داستانی مستقل پخش خواهد کرد.
در سال ۲۰۰۶، حیات وحش پنجاه و یکمین جایزه مانگای شوگاکوکان را برای دسته شونن دریافت کرد.

## خلاصه داستان
تسشو یک دانش‌آموز بزهکار دبیرستانی است که دارای مهارت خاصی است: او گوش ابسولوت دارد. این مهارت او را قادر می‌سازد چیزهایی را بشنود که اکثر مردم نمی‌شنوند. تسشو پس از کمک به یک دامپزشک محلی به نام کاشیو برای نجات یک سگ کوچک، می‌فهمد که خواسته‌اش در زندگی این است که دامپزشک شود. تسشو پس از گذراندن مدرسه دامپزشکی، خود را بیکار و بی‌شانس می‌بیند. اما به دلیل برخی ارتباطات با یکی از دوستان قدیمی دبیرستان، مجاز به شرکت در آزمون برای ورود به بیمارستان معروف رِد وِت می‌شود.